# Метрополітен Вальпараїсо
Метрополітен Вальпараїсо (ісп. Metro Valparaíso, раніше називалося «Merval») — система приміської залізниці, що обслуговує міський конгломерат Гран-Вальпараїсо, Чилі. Він складається з однієї лінії довжиною 43 кілометри, яка обслуговує 20 станцій, та з'єднує міста Вальпараїсо, Вінья-дель-Мар, Кільпуе, Вілья-Алемана та Лімаче.
Ним керує Metro Regional de Valparaíso S.A., дочірня компанія чилійської державної залізничної компанії Empresa de los Ferrocarriles del Estado. Метро Вальпараїсо розпочалося з перетворення міжміського сполучення на залізничній лінії Сантьяго–Вальпараїсо на більш швидкісне транзитне обслуговування в 2005 році.  Оновлену лінію було урочисто відкрито 23 листопада 2005 року та розпочато обслуговування наступного дня. У 2016 році метро Вальпараісо перевезло 19,66 мільйонів пасажирів.
Разом із значно більшим метрополітеном Сантьяго це одна з двох підземних міських залізничних систем у Чилі (метро Вальпараїсо має 5-кілометрову підземну ділянку від Мірамар до станцій Чоррільос у Вінья-дель-Мар). Однак це не повна система метро через наявність різних залізничних переїздів і великі відстані між станціями. Завдяки наявності залізничних переїздів і характеру регіональної залізниці метро Вальпараісо більше схоже на систему приміських поїздів.
Проводяться дослідження, щоб оцінити доцільність розширення лінії далі вглиб уздовж залізниці Вальпараїсо-Сантьяго, щоб обслуговувати міста Кільота, Ла-Крус і Ла-Калера, які зараз обслуговуються міжміськими автобусами, які сполучаються зі станцією Лімаче. Крім того, пропонується використовувати лінію для пасажирських і вантажних перевезень між Вальпараїсо і Сантьяго.

## Історія
Система приміського залізничного транспорту існувала в місті ще з кінця 19-го сторіччя. Перебудувати в метрополітен існуючу систему вирішили у 1990-х.
Перебудова розпочалася у 1999 році. У процесі цієї перебудови відбувалася реконструкція залізничних станцій у нові з уніфікованим дизайном. У Вінья-дель-Мар був побудований тунель довжиною понад 5 кілометрів. Метрополітен відкритий 23 листопада 2005 року,
нараховує 20 станцій на одній лінії довжиною 43 км, яка виходить за межі міста Вальпараїсо. Має 4 підземні станції. Використовуються потяги
Французької фірми Alstom.

## Архітектура
Між Пуерто та Рекрео лінія проходить на рівні вулиці, межує з узбережжям, паралельно до проспектів Еррасуріз та Іспанія. Він спускається в тунель нижче проспектів Віана та Альварес із чотирма станціями метро. Лінія виходить з тунелю в промисловій зоні Ель-Сальто і продовжується звивистою стежкою до внутрішнього столичного району.

## Рухомий склад
Метро Вальпараїсо має парк із 35 поїздів; 27 одноповерхових багатовагонних потягів X'Trapolis 100, виготовлених компанією Alstom, Франція, працюють у синьо-білому кольорі та 8 одноповерхових багатовагонних потягів X'Trapolis Modular, виготовлених Alstom у Барселоні.
Послуги працюють з 06:30 до 22:30 у будні дні; 07:30-22:30 у суботу та 08:00-22:15 у неділю та святкові дні. Послуги між Пуерто та Сардженто-Алдеа найчастіше, з частотою 6 хвилин, з частотою 12 хвилин в інших місцях, 12 хвилин у вихідні та святкові дні.

## Режим роботи
Поїзди працюють з 06:30 до 22:30 у будні дні; 07:30-22:30 у суботу та 08:00-22:15 у неділю та святкові дні. Поїзди між Пуерто та Сардженто-Алдеа найчастіше, з частотою 6 хвилин, з частотою 12 хвилин в інших місцях, 12 хвилин у вихідні та святкові дні.

## Квитки і тарифи
Єдиним засобом доступу до послуг Metro Valparaiso є картка Metroval, смарт-безконтактна картка, яка коштувала 1350 CLP (2,05 дол. США) у травні 2016 року та продавалася на всіх станціях. Картку можна оплатити в усіх касах готівкою або банківськими картами; мінімальна плата для звичайних користувачів становить 300 чилійських песо та 1000 чилійських песо за використання Redcompra, усі завантаження мають бути кратними 100 песо. Картки скануються як на станціях входу, так і на виході, оскільки вартість проїзду залежить від тривалості поїздки та часу доби. Є п'ять зон і три тарифи на час доби. Квитки коштують від 410 CLP (0,62$ США) у години низького використання в зоні 1 (T1) до 864 CLP (US$ 1,31) у годину пік для подорожі через п’ять зон, наприклад від Вальпараїсо до Лімаче. Послуга «Автобус + метро» на станції Limache до міст Limache Viejo, Olmué, Quillota та La Calera коштує від 787 CLP (1,19$) до 1460 CLP$ (2,22$).
Існують пільгові картки для студентів, людей похилого віку, інвалідів і туристів (ця картка дозволяє необмежену кількість подорожей у день придбання та коштує 2360 CLP або 3,58 доларів США. Діти зростом нижче одного метра подорожують безкоштовно.
Обслуговування клієнтів та інформаційні офіси знаходяться на 3 станціях; Вінья-дель-Мар, Пуерто і Лімаче.

## Галерея

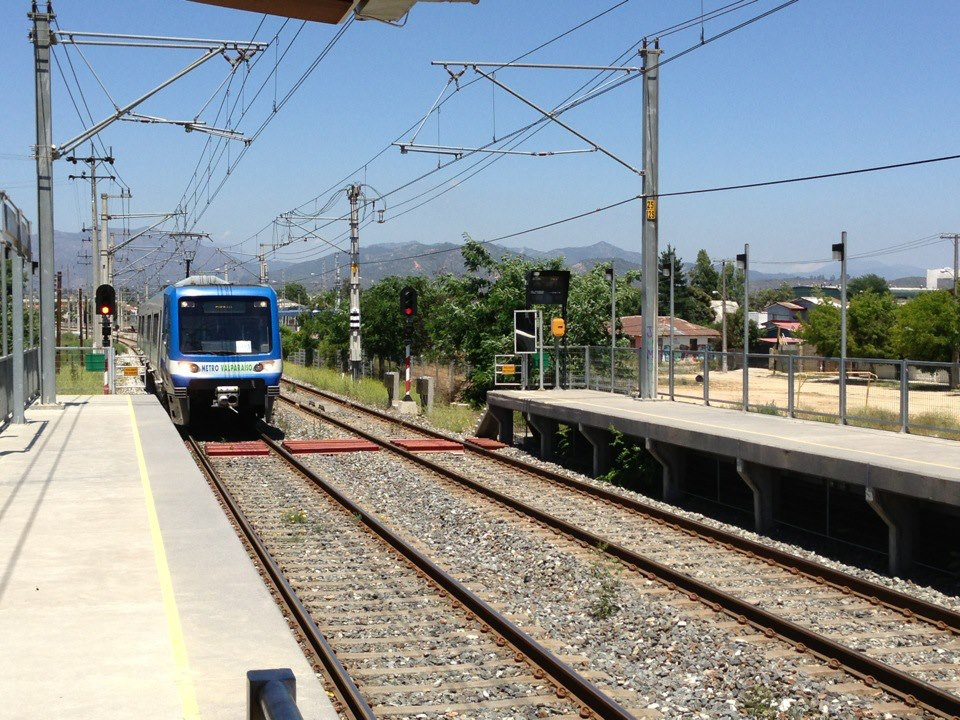
Станція El Belloto
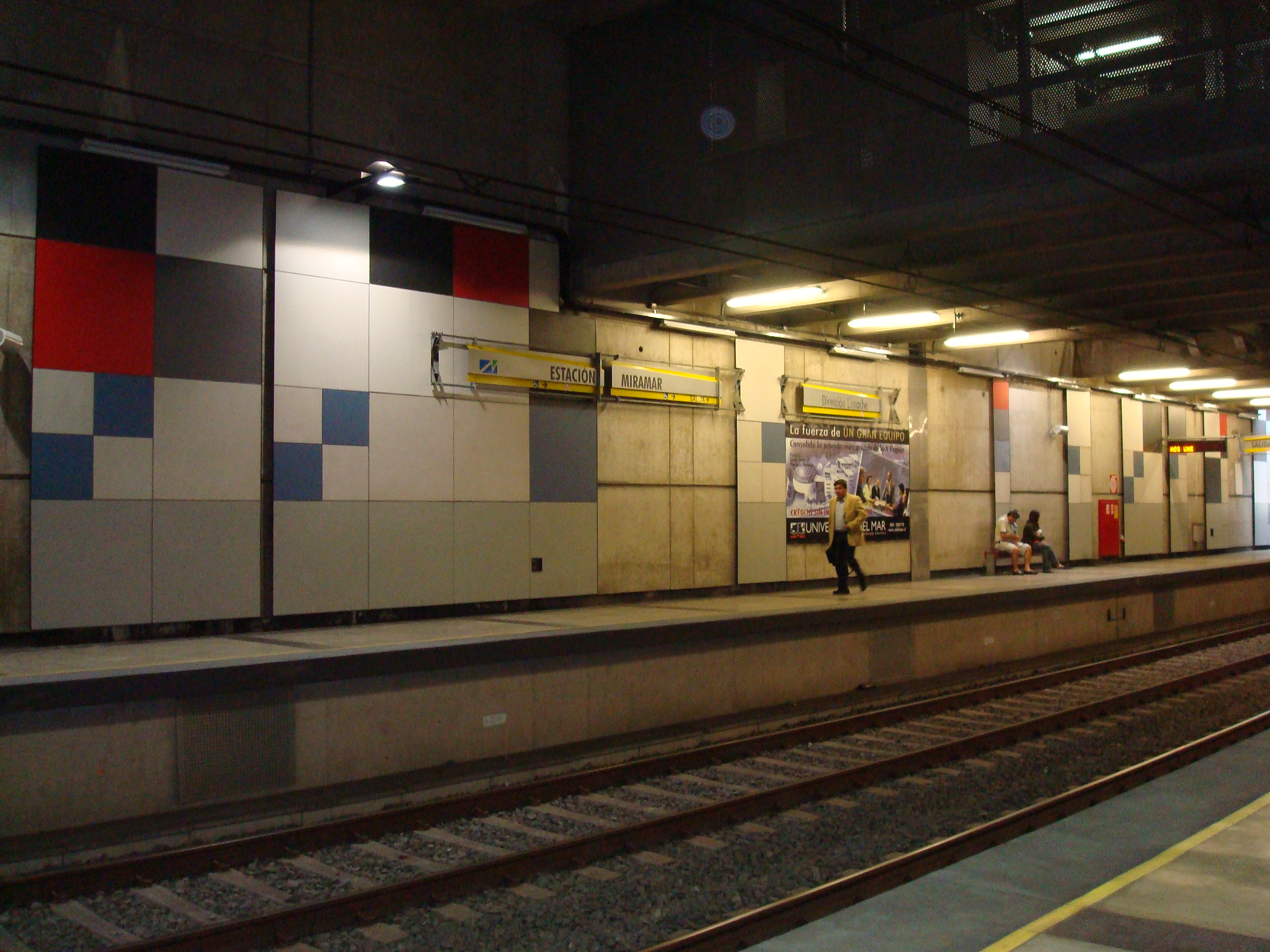
Станція Miramar
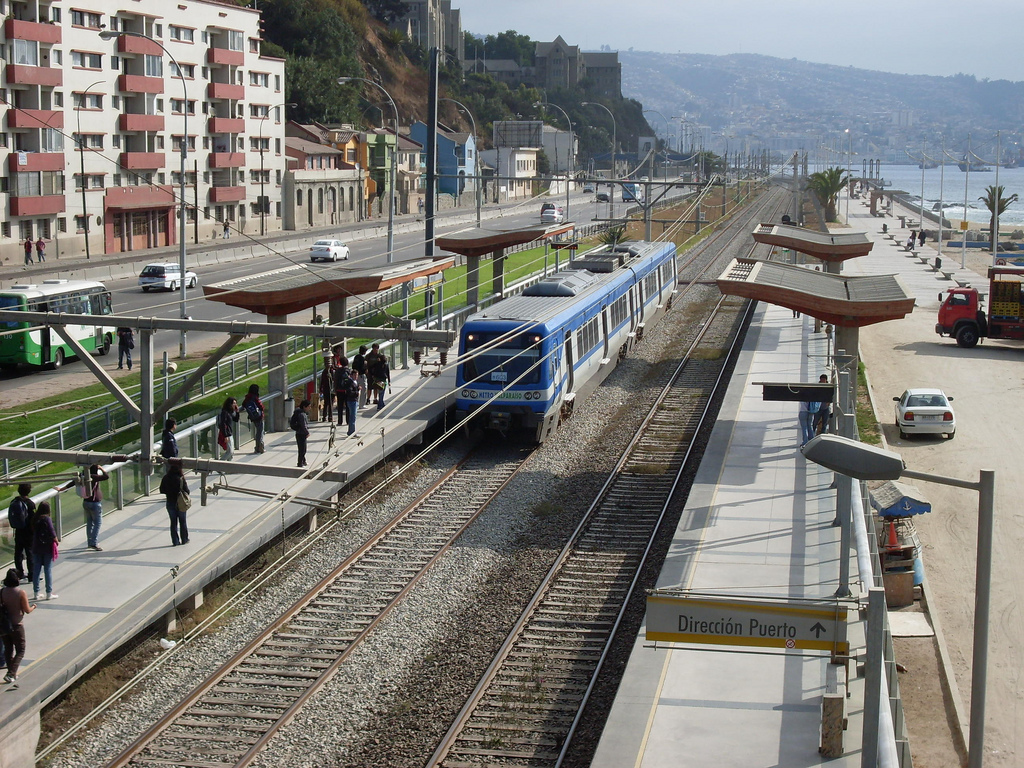
Станція Portales
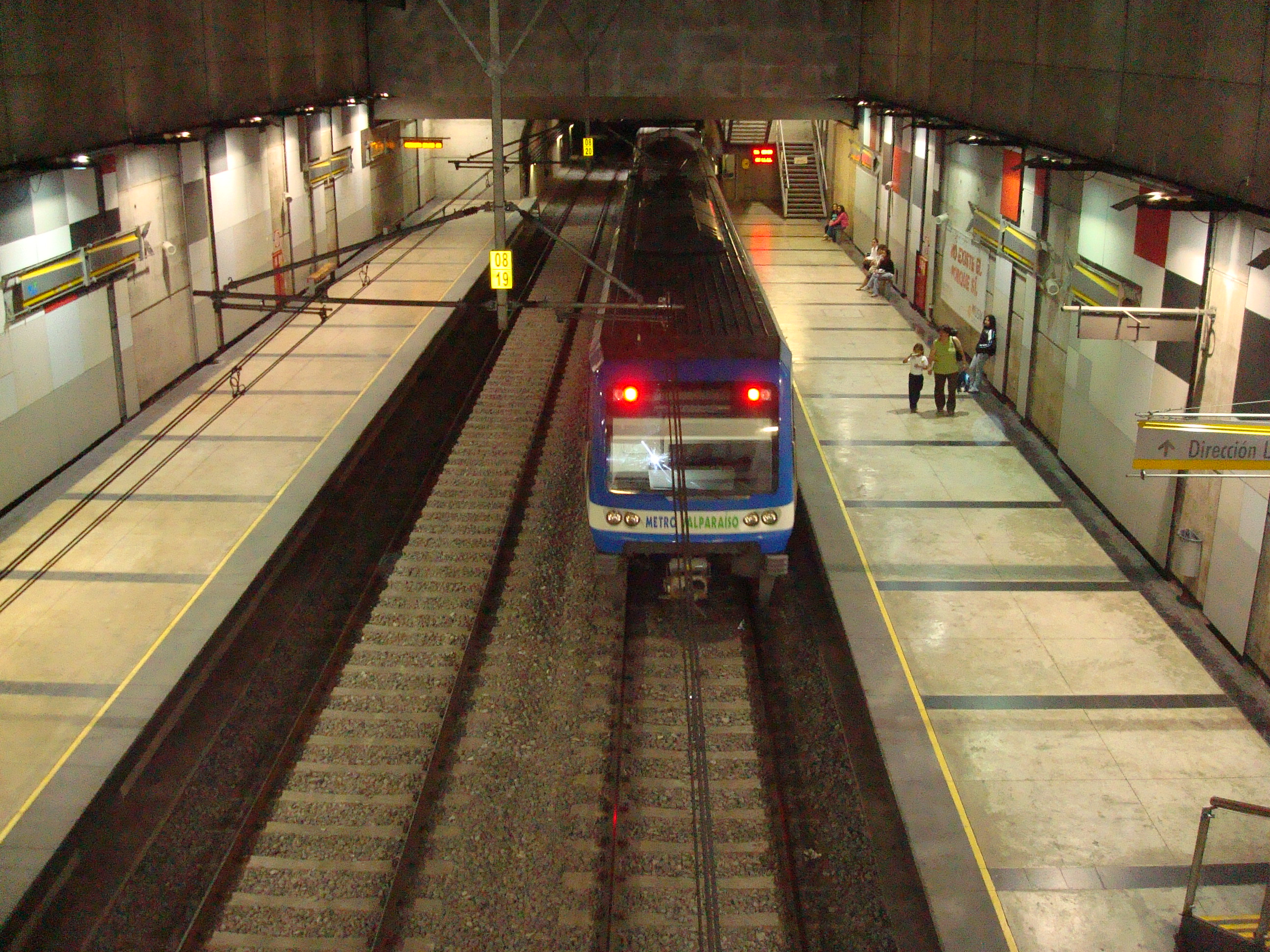
Станція Вінья-дель-Мар
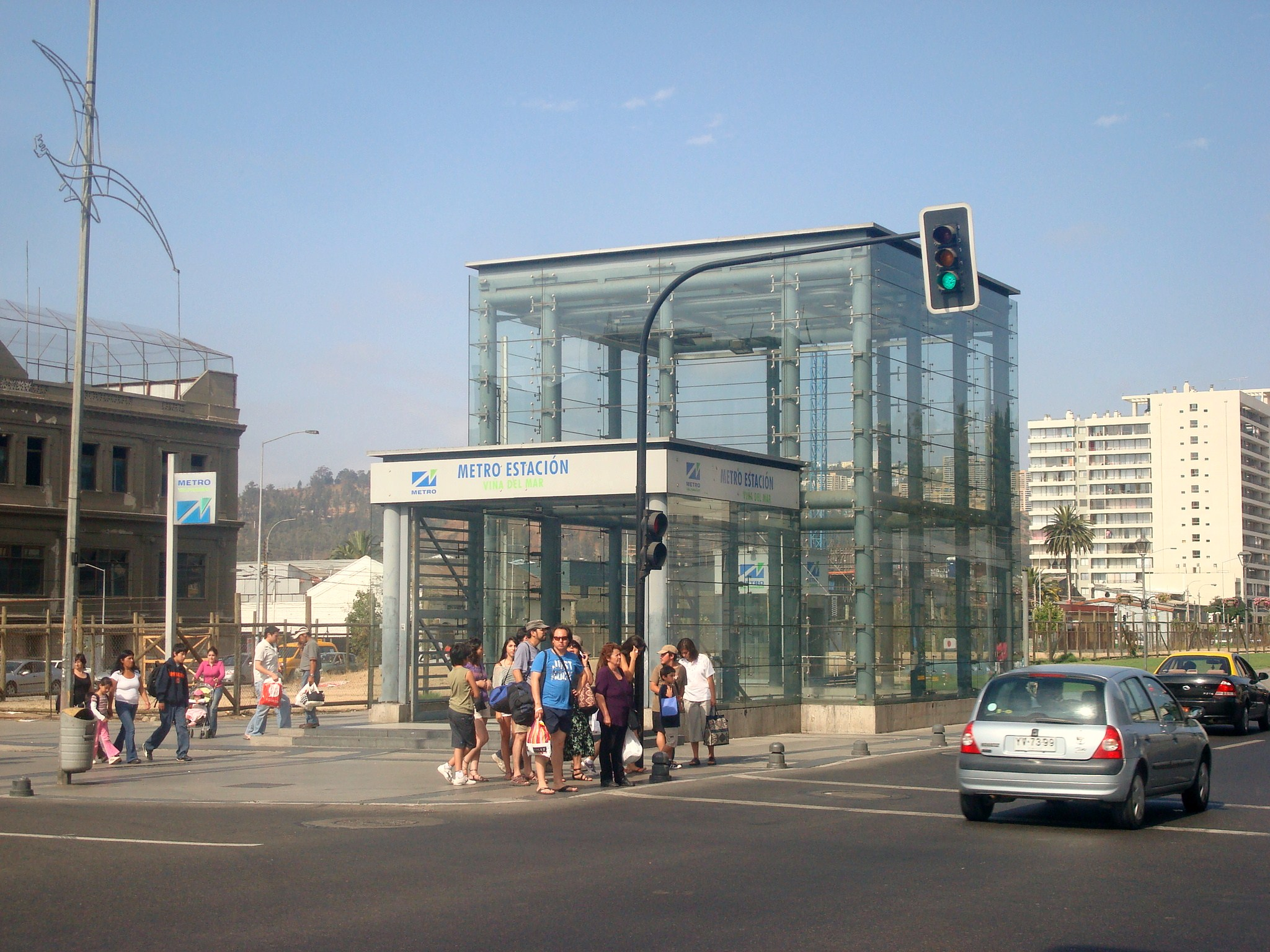
Вхід на станцію Вінья-дель-Мар
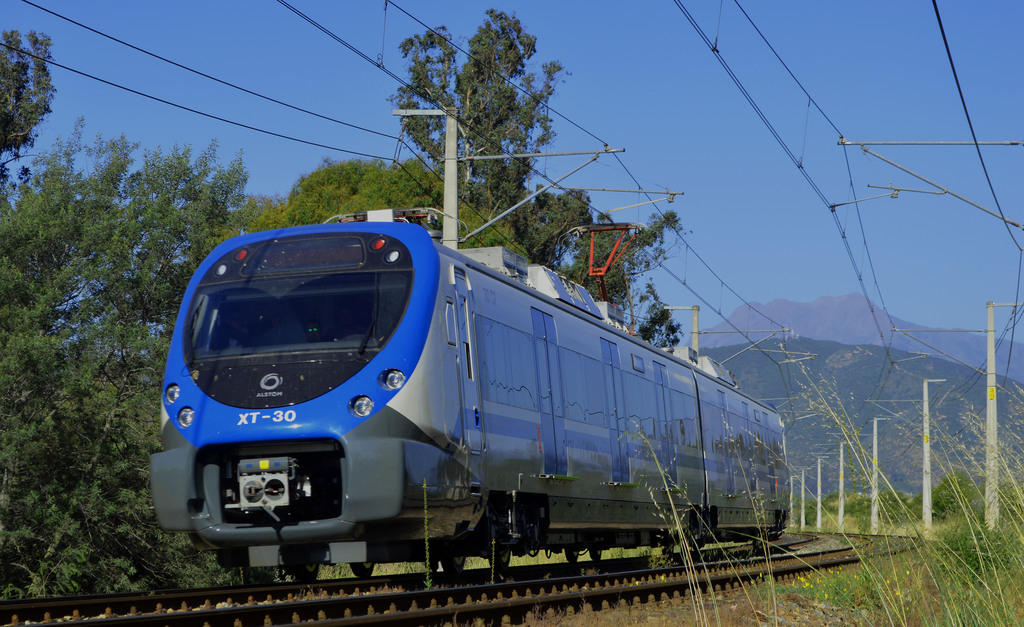
Поїзд X'Trapolis Modular